# Takuya Takagi
Takuya Takagi, född 12 november 1967 i Nagasaki prefektur, Japan, är en japansk tidigare fotbollsspelare.